# The Gun Woman
The Gun Woman, en español La mujer del revólver, es una película muda estadounidense de 1918 dirigida por Frank Borzage y protagonizada por Texas Guinan. Fue producida y distribuida por la Triangle Film Corporation.
La película se conserva en la Biblioteca del Congreso de los Estados Unidos.

## Trama
Tal y como se describe en una revista de cine, la Tigresa (Guinan), famosa por su rapidez en el desenfundado y sus disparos directos, se ve ablandada por el amor cuando conoce al Caballero (McDonald) y sus susurros de un hogar para dos, que hacen que la Tigresa crea en él. Le confía sus ahorros para que les prepare un hogar. Cuando se entera de que ha sido traicionada, mata al caballero. Entierra su amor, de modo que cuando el bostoniano (Brady), un detective que había estado tras la pista del Gent, le ofrece su nombre, ella lo rechaza.

## Reparto
- Texas Guinan como El Tigress
- Ed Brady como El Bostoniano
- Francis McDonald como El Gent
- Walter Perkins como el Alguacil Joe Harper
- Thornton Edwards como Buitre
- George W. Chase como Buitre

## Recepción
Al igual que muchas películas estadounidenses de la época, La mujer de la pistola fue objeto de recortes por parte de las juntas de censura cinematográfica municipales y estatales. Por ejemplo, la Junta de Censura de Chicago exigió que se cortaran, en el rollo 1, tres primeros planos de un atraco en una diligencia, dos escenas con pintura desnuda, cuatro escenas de mujer sentada en la barra, dos escenas de mujer con la espalda desnuda hasta la cintura, dos escenas de mujer de pie en la barra, dos vistas de pintura desnuda, rollo 2, cinco escenas con pintura desnuda, tres escenas de juego, rollo 3, mujer con la espalda desnuda hasta la cintura, cinco escenas de mujer en el bar, tres escenas de mujer joven jugando, dos escenas con pintura desnuda, tres escenas con anciano borracho para incluir la vista del "Coleccionista" y la mujer mirándose, el intertítulo "Tengo una corazonada", etc. , Carrete 4, dos vistas del cuadro desnudo, mujer en el bar, carrete 5, cuatro vistas del cuadro desnudo grande, cinco vistas del cuadro desnudo pequeño en la habitación de la joven, intertítulo "Es mío por todas las leyes excepto las del hombre", y dispara al hombre.